# Abbas ibn Ali
Abbas ibn Ali ibn Abi-Talib  (arabe : العباس بن علي) est le fils d'Ali ibn Abi Talib (le premier Imam chiite) et de Fatimah bint Hizam al-Qilabiyya (qui fut son épouse après la mort de sa première femme Fatima Zahra, la fille du Prophète Mahomet).
Abbas ibn Ali est révéré par les chiites pour sa loyauté envers son demi-frère Al-Hussein ibn Ali (le troisième imam chiite), son respect pour les Ahl al-Bayt, et pour son rôle durant la bataille de Kerbala. 

## Enfance et famille
Abbas ibn Ali est né en mai 647, au mois de Shaban de l'an 26 du calendrier hégirien. Il est connu comme alias de abû-al fazl, ou abu-al fadl (arabe : أبوالفضل). Descendant direct du clan hachémite , Abbas a 3 frères : Abdullah ibn Ali, Jafar ibn Ali et Usman ibn Ali. La tradition chiite raconte qu'il n'a pas ouvert les yeux, jusqu'au moment où son demi-frère Hussein l'a pris dans ses bras. 
Abbas se maria à une lointaine cousine, Lubaba bint Ubaydillah. Ils ont eu 3 enfants : Fadl, Qasim et Ubaydullah.

## Bataille de Siffin
Abbas fit ses premières armes en tant que soldat durant la bataille de Siffin, un des conflits majeurs de l'année 657, les musulmans se divisèrent entre les partisans du père d'Abbas, Ali, et entre ceux de Muawiya ibn Abi Sufyan, le gouverneur de la Syrie. Durant la bataille, Abbas porta les vêtements de son père, qui était connu pour être un grand guerrier, Abbas tua beaucoup de soldats ennemis ; les forces de Muawiya le prenaient pour Ali. Cependant, quand le véritable Ali apparut sur le champ de bataille, les hommes de Muawiya furent étonnés de le voir et ils se demandèrent qui était l'autre homme. Ali présenta donc Abbas en disant : « C'est Abbas, la Lune de la famille Hachémite ». Il fut ensuite entraîné par son père à l'art du combat, et c'est pour cela qu'il ressemblait beaucoup à son père sur le champ de bataille.

## Bataille de Kerbala
Abbas montra sa loyauté à Hussein durant la bataille de Karbala. Après que Yazid succéda à son père Muawiya en tant que Calife, il demanda à Hussein de lui prêter serment d’allégeance, mais ce dernier refusa, déclarant : « Yazid est un ivrogne, un coureur de jupons qui n'est pas taillé pour diriger et ces actes sont interdits en Islam ». Yazid, avec l'aide d'Ibn Marjana, conspira pour tuer Hussein : il lui fit envoyer une lettre prétendument envoyée par la ville de Koufa, lui demandant de venir à Koufa pour aider les habitants à suivre le droit chemin de l'islam et les guider, ce que Hussein accepta. 
En 680 (en 60 d'après le calendrier musulman), il quitta Médine avec un petit groupe composé de compagnons ainsi que de sa famille, et prit la route vers Koufa. Il y envoya son cousin Muslim ibn Aghil en reconnaissance, lui demandant de le renseigner sur la situation. Mais quand Hussein arriva près de la ville, il se rendit compte que son cousin avait été tué, et peu après, lui et son groupe furent interceptés. Cela les contraignit à faire un détour, qui le mena à Kerbala le 2 muharram 61.
Hussein y installa son camp qui fut bientôt encerclé par les troupes de Yazid. Les voies d'accès au fleuve Euphrate étaient également barrées par les troupes ennemies. Le 7 muharram, les réserves d'eau du camp furent à sec. Et c'est alors qu'Abbas ibn Ali intervient.

### Martyr
Alors que Hussein et les siens ne pouvaient approcher de l'Euphrate pour se ravitailler, à cause de Yazid,  Abbas réussit, grâce à sa bravoure, traverser les lignes ennemies, rejoindre la rivière et se procurer de l'eau, avant de rentrer seul au camp d'Hussein. Cependant, il ne fut pas autorisé à se battre, mais seulement à ramener des outres d'eau. 
Quand Abbas partit pour accomplir sa mission, il avait seulement un cheval, une lance et un sac pour ramener de l'eau. Il passa le blocus imposé par l'armée de Yazid, atteignit le fleuve et remplit le sac d'eau. La loyauté d'Abbas envers Hussein était si grande qu'il n'en but pas une goutte. Après avoir rempli l'outre, il repartit vers le camp de son demi-frère mais fut assailli par derrière. Durant la lutte, il perdit un bras. Surmontant cependant la douleur, il continua sa route dans l'espoir d'atteindre le camp, mais fut une nouvelle fois attaqué par traîtrise, et alors perdit son autre bras. Il décida donc de transporter le sac d'eau à l'aide de sa bouche.
Les hommes de Yazid tirèrent alors sur lui, et une des flèches perça le sac. L'eau se répandit sur le sable. L'instant d'après, Abbas fut atteint par une flèche qui lui transperça l’œil, et un des soldats le frappa à la tête avec une massue, le faisant chuter de son cheval et s'effondrer sur le sol. Il tomba en criant « Yâ Akha » (« Ô Frère »), appelant Hussein.
Refusant la protection de Shimr, il fut donc tué un vendredi, le 10 muharram près de l'Euphrate. Depuis ce jour, il est surnommé le héros de « Al-Qamah » (un autre nom donné au fleuve), et sa mort est généralement commémorée la nuit du 8 muharram. Les chiites pleurent la mort de tous les Martyrs associés à Hussein ce même mois de muharram, le premier du calendrier islamique, principalement les dix premiers jours. Ses fils Fadl ibn Abbas et Qasim ibn Abbas périrent eux aussi à Karbala, mais Ubaydullah ibn Abbas survécut et poursuivit la lignée d'Abbas à travers ses cinq fils.
Abbas est enterré à l'endroit où il chuta de son cheval à Kerbala. Autour de sa tombe, on construisit le mausolée d'Abbas, qui est visitée chaque année par des millions de pèlerins qui lui rendent hommage .

## Source
- Tabari, La chronique; Les Omayyades.